# Paul Morand
Pour les articles homonymes, voir Morand.
Paul Morand, né le 13 mars 1888 à Paris 8e et mort le 23 juillet 1976 à Paris 15e, est un écrivain, diplomate et académicien français. 
Populaire durant l'entre-deux-guerres, il est l'auteur d'environ 80 ouvrages qui touchent à tous les genres littéraires. Il inspire après 1945 une nouvelle génération d'écrivains, les Hussards.
Opérant un virage ouvertement antisémite dès les années 1930, collaborationniste durant la Seconde Guerre mondiale, il est ambassadeur de l'État français de Vichy.
Morand posa quatre candidatures à l'Académie française, jusqu'à être accepté en 1968, Charles de Gaulle ayant notamment mis son veto, avant de le lever la dernière fois.

## Biographie

### Jeunesse
Son père, Eugène Morand (1853-1930), occupe à Paris, notamment grâce à l'entremise de son beau-frère Abel Combarieu, secrétaire général et directeur du cabinet civil de la présidence de la République, plusieurs fonctions liées à l'art : conservateur du Dépôt des marbres en 1902, directeur de l'École nationale supérieure des arts décoratifs en 1908. Il fréquente également des poètes, dont le cercle des Amis de Mallarmé, des artistes et sculpteurs, dont Auguste Rodin, pendant la jeunesse de Paul. On lui prête cette simple réponse à la sempiternelle question : « Que voulez-vous faire de votre fils ? — Un homme heureux. ». Il meurt en 1930.
La mère de Paul, née Marie-Louise Charrier le 13 mai 1867, issue d'une famille de négociants et de magistrats parisiens, est une femme douce, très catholique. Elle entretient avec son fils une relation faite d'affection et d'admiration, qui aura un rôle majeur dans la vie du diplomate écrivain. Veuve en 1930, elle fait de fréquents séjours estivaux chez son amie Suzanne Lalique, au Prieuré de la Mothe. Paul l'y rejoint souvent, se liant avec les invités habituels, écrivains, tel Jean Giraudoux, ou jeunes peintres dont le fidèle Raymond Legueult, qui fut un élève apprécié d'Eugène Morand aux Arts-Déco. Elle meurt en 1947.
Le jeune Paul apprend l'anglais très tôt et se rend à Londres à plusieurs reprises durant son adolescence (1902, 1903, 1904, 1908, 1909, 1913). Il visite aussi Venise et l'Italie du Nord, et chaque été séjourne pendant un mois près du lac de Côme.
Il entre au collège Jules-Ferry de Paris, puis au lycée Chaptal.
Dans Propos Secrets, Roger Peyrefitte mentionne Morand à propos du « scandale Fersen » dans lequel plusieurs de ses jeunes condisciples du lycée Carnot paraissent avoir été victimes de pédophilie ; il publie la lettre (non datée) que celui-ci lui adressa à la suite de la publication de L'Exilé de Capri (1959) — que Morand rebaptisa Uranus 1900 — qui lui avait rappelé « certains épisodes de son enfance » — sans dire lesquels.
Il rate l'oral de philosophie de son baccalauréat en 1905. Jean Giraudoux devient son précepteur et le jeune Paul se transforme tout d'un coup en élève assidu. Il intègre l'École libre des sciences politiques, dont il est diplômé en 1905 (section diplomatique). Il termine premier au concours du Quai d'Orsay. Son oncle Abel Combarieu introduit Morand aux Affaires étrangères (service du Protocole) en 1912. Tout en débutant dans la carrière administrative, où il reçoit l'appui de Philippe Berthelot, il fréquente les milieux littéraires, fait la connaissance de Jean Cocteau et de Marcel Proust — qui vient d'ailleurs le rencontrer chez lui — et s'essaie à la poésie en composant une Ode à Marcel Proust.

### Période d'avant-guerre

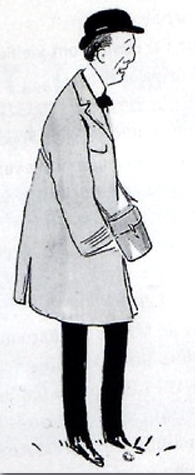
Caricature figurant Morand (vers 1910), par Sem.

Attaché à l'ambassade de Londres, il rentre à Paris et est affecté au cabinet du ministre des Affaires étrangères pendant la Première Guerre mondiale. Il est ensuite en poste à Rome et à Madrid. Son amitié avec Philippe Berthelot lui permet de faire des missions diplomatiques qui sont en fait à but littéraire. Après son mariage, il se fait mettre en congé illimité mais réintègre la Carrière en 1939 : il est nommé à Londres pour diriger la Mission économique française.
Ses premiers textes publiés sont des poèmes, notamment Lampes à Arc en 1919. Mais il fait sa véritable entrée en littérature en 1921 avec la parution de son premier ouvrage en prose, Tendres Stocks, un recueil de nouvelles préfacé par Proust.
Au cours des années 1920-30, il écrit de nombreux livres, récits de voyage, romans brefs et nouvelles (Ouvert la nuit, Lewis et Irène…), qui frappent par la sécheresse du style, le génie de la formule et la vivacité du récit, mais aussi par la fine description des pays traversés par l'auteur ou ses personnages, généralement de grands bourgeois cultivés aux idées larges.
Joséphine Baker, qui triomphe alors avec ses « danses nègres » au music-hall, lui aurait inspiré le personnage de la danseuse afro-américaine Congo initiée aux rites vaudou dans le Harlem des années 1920, qui apparaît dans une des huit nouvelles de Magie noire (1928)[réf. souhaitée].
Durant la même période, il pratique le journalisme, notamment pour Le Figaro. Il exerce aussi le métier d'éditeur en dirigeant chez Gallimard la collection « Renaissance de la nouvelle », où paraît en 1938 Nouvelles orientales de Marguerite Yourcenar. Il est également membre du comité de direction de l'association du Foyer de l’abbaye de Royaumont.
Le 3 janvier 1927, à Paris, il épouse la riche aristocrate roumaine d'origine grecque Helena Chrissoveloni, princesse Soutzo (1879-1975). Les Morand donnent à cette époque de somptueuses réceptions dans leur hôtel parisien du no 3 de l'avenue Charles-Floquet, dont le salon d'une surface de près de 100 mètres carrés, ce qui faisait dire à Maurice Martin du Gard qu'« il paraissait désert quand il ne s’y trouvait que vingt personnes », ainsi qu'au château des Mesnuls, propriété du frère d'Hélène, banquier cultivé et polyglotte.

### Seconde Guerre mondiale
Parmi les faits marquants de la vie de Morand, on note son attitude durant la Seconde Guerre mondiale et sa proximité avec le régime de Vichy, de même que son antisémitisme, lequel transparaît déjà dans certains de ces textes publiés avant guerre, comme France-la-doulce,,.
À Londres, son anglophobie et son antisémitisme imprègnent son Journal de Guerre (tome I) : « Ma doctrine n’a jamais varié : cette guerre fut une folie, nous serons battus, nous aurons la commune puis le fascisme […]. Je ne sais pas quelle figure prendra la défaite, mais elle sera. […] Tout nous préparait : les Juifs apparaissant comme des asticots dans ce qui gâte » (14 mai 1940). Le 1er août 1940, Morand, rallié au nouveau régime, prend l’initiative de se rendre à Vichy et dénonce, dans son dernier rapport, ses collègues anglophiles de l’ambassade. Le gouvernement de Vichy ne le récompense cependant pas pour son ralliement.
Sur le choix de Vichy par Morand, le regard de Charles de Gaulle est ainsi rapporté par Alain Peyrefitte : « […] Laval ne lui demandait même pas de rentrer […]. Il est parti par le même bateau que l'ambassade. On ne voulait pas de lui à Vichy et on lui a tenu rigueur de son abandon de poste. Il était victime des richesses de sa femme. Pour les récupérer, il s'est fait nommer ministre de Vichy à Bucarest. Puis, quand les troupes russes se sont approchées, il a chargé un train entier de tableaux et d'objets d'art et l'a envoyé en Suisse. Il s'est fait ensuite nommer à Berne, pour s'occuper du déchargement. […] Les possédants sont possédés par ce qu'ils possèdent. »
Après avoir été mis à la retraite d'office en 1940, il est nommé, lors du retour de Pierre Laval, membre de son cabinet à Vichy (1942). Fréquentant les élites vichyssoises, il est au courant de la Shoah et de ses modalités, comme il l’écrit dans son Journal de Guerre. Il est nommé en septembre 1943 ambassadeur de France en Roumanie, pays d'origine de la famille de son épouse. Jean Jardin, éminence grise de Pierre Laval, favorise son départ de Bucarest en 1944, lors de l'avancée des troupes russes, et le fait nommer en Suisse.
Lorsque la guerre se termine, il est ambassadeur à Berne, ce qui lui vaut d'être révoqué à la Libération par le général de Gaulle ; son action durant l'Occupation lui vaudra longtemps une solide inimitié de ce dernier qui, après son retour au pouvoir en 1958, empêchera jusqu'en 1968 son entrée à l'Académie française. À cause de cela, Morand l'appelle toujours avec mépris « Gaulle », notamment dans sa correspondance avec son ami Jacques Chardonne.
Louis-Ferdinand Céline, lourdement condamné pour faits de collaboration, a envers Paul Morand la dent encore plus dure, dans son style bien personnel : 

« Et Paul Morand donc ! Même pas inculpé ! Qui se balade fort librement en Suisse ! Charmant Jean-foutre deux fois ambassadeur de Pétain ! Grands seigneurs évidemment… auxquels la loi rigoureuse ne s'applique pas comme aux voyous de mon espèce ! »

### Période d'après-guerre
Après la Guerre, il est contraint à l'exil à Vevey en Suisse. Il y passe une dizaine d'années avant d'être à nouveau admis sur le sol français. Il lui est toujours reproché ses amitiés du temps de Vichy et le soutien de l'Occupant à la publication de ses ouvrages, tandis que lui-même proteste de son intégrité. Il fait partie, avec Fabre-Luce ou Jouvenel, de ces grands bourgeois exilés qui « ne tolèrent aucun reproche et n'imaginent aucun retour sur eux-mêmes ». Son Journal inutile montre qu’il n’a rien changé, ni amputé, de ses opinions politiques : « [le temps de] Morand semble s'être brutalement arrêté du côté de Vichy en 1942. Spectaculaire phénomène de vitrification » dira Pierre Lepape.

Prémonitoire, il écrit en 1941 : 

« Si la vie est un rêve, l'exil est un lourd sommeil qui ressemble à la mort. »

— Chroniques de l'homme maigre
Durant ces années, il se consacre à la poursuite de son œuvre, marquée par des orientations nouvelles et, notamment, par un intérêt nouveau pour l'Histoire, ainsi qu'en témoignent Le Flagellant de Séville et Fouquet ou le Soleil offusqué.
En 1946, il s'exile partiellement à Tanger, fuyant les accusations de collaboration. Il y écrit Hécate et ses chiens, une histoire troublée qui dépeint le Tanger des années 1920. Il y vécut environ dix années, jusqu'en 1956, à la « Villa Shakespeare », rue Bakali.
Il devient à la même époque, avec Jacques Chardonne, le modèle et le protecteur d'une nouvelle génération d'écrivains appellée par la suite les Hussards. Il entretient une relation quasi filiale avec le premier d'entre eux, Roger Nimier.

### Fin de vie
Il est élu à l'Académie française le 24 octobre 1968 au fauteuil no 11 de Maurice Garçon, élu en 1946. Le chef de l'État, contrairement à la tradition, ne le reçoit pas, après avoir pourtant levé son veto de manière implicite en déclarant au secrétaire perpétuel, Maurice Genevoix : « Paul Morand… qui va être des vôtres, n'est-ce pas ? »
Il survit un an et demi à son épouse, morte le 27 février 1975. Il meurt à l'hôpital Necker à Paris. Conformément aux dispositions de son testament, ses cendres sont mêlées à celles de son épouse à Trieste, ville dont sa famille était originaire.
La peintre et décoratrice bordelaise Madeleine Mulle (1898-1979), le peintre Bertrand Morand, ainsi que leur fille, Marie-Claude Morand, née à Bordeaux le 2 avril 1916, n'ont rien à voir avec lui.

## Œuvres

### Poèmes
- Lampes à Arc, avec un dessin de l'auteur, Paris, Au sans pareil, 1920, rééd. René Kieffer, 1926, lithographies de Frans Masereel
- Feuilles de Température, Paris, Au sans pareil, 1920
- Poèmes complets (1914-1924), Paris, Au sans pareil, 1924
- Poèmes, Toulouse, éditions Richard, 1928
- U.S.A., Paris, Au sans pareil, hors-commerce, 1928

### Nouvelles et recueils de nouvelles
- Tendres Stocks, 3 nouvelles, préface de Marcel Proust, N.R.F., 1921, 1924, avec eaux-fortes de Chas Laborde
- Ouvert la nuit, 6 nouvelles, N.R.F., 1922, 1923, 1924 ; éd. illustrée de 6 aquarelles de Dufy, Favory, de La Fresnaye, Lhote, Moreau, Dunoyer de Segonzac ; La Gerbe d'Or/N.R.F., 1927 ; avec préface inédite de l'auteur, édition Populaire, 1951
- Fermé la nuit, 4 nouvelles, N.R.F., 1923 et 1935, avec illustrations de Pascin Prix de La Renaissance 1923[28] présidé par Colette.
- La Fleur double, Émile-Paul, 1924, avec un frontispice de Daragnès
- Les Amis nouveaux, Au Sans-Pareil, 1924, avec eaux-fortes de Jean Hugo
- Les Plaisirs rhénans, Dusseldorf, librairie Léocadia, s.d., avec 7 lithographies érotiques de Gaston-Louis Roux Ouvrage imprimé sans son accord, dont il fit pilonner une partie ; cette nouvelle parut dans L'Europe galante, 1926.
- Mr. U, Édition des cahiers libres, 1927
- East India and Company, 12 nouvelles, paru initialement en anglais à New-York, 1927 ; puis en français Paris, Arléa, 1987
- À la Frégate, Paris, Les Éditions du Portique, 1930
- Les Rois du jour - Flèche d'Orient, N.R.F., 1932
- Rococo, Grasset, 1933
- Rococo, 28 boix originaux de Roger Grillon, Arthème Fayard  Cie Éditeurs, Paris 1935
- Les Extravagants, Milady suivi de Monsieur Zéro, N.R.F., 1936
- Feu M. le Duc, Genève, Milieu du Monde, 1942
- Le Bazar de la Charité, Genève, Club des bibliophiles, 1944, illustrations de Paul Monnier
- À la Fleur d'Oranger, Vevey, Éditions de la Table Ronde, 1945
- Le Dernier Jour de l'Inquisition, Vevey, la Table Ronde, 1946
- Le Coucou et le Roitelet, Éditions du Tambourinaire, 1954
- La Folle Amoureuse, Stock, 1956
- Fin de siècle, Stock, 1957
- Le Prisonnier de Cintra, 5 nouvelles, 1958
- Parfaite de Saligny, 1958
- Nouvelles d'une vie, Gallimard, 1965, deux tomes :
  - 1. Nouvelles du cœur
  - 2. Nouvelles des yeux[29]
- Les Écarts amoureux, Gallimard, 1974
- Nouvelles complètes, Gallimard, Bibliothèque de la Pléiade, 2 tomes, éd. Michel Collomb, 1992

### Romans
- Lewis et Irène, Grasset, 1924, Émile-Paul, 1925 — avec illustrations de Jean Oberlé, 1926
- Flèche d'Orient, Gallimard, 1932
- France-la-doulce, N.R.F., 1934
- Bug O' Shea, Laboratoires Deglaude, 1936, Louis Icart illustrateur
- L'Homme pressé, Gallimard, 1941
- Montociel, Rajah aux Grandes Indes, Genève, Éditions du Cheval Ailé, 1947
- Le Flagellant de Séville, Fayard, 1951
- Hécate et ses chiens, Flammarion, 1954 Certains passages « scabreux » furent utilisés par les opposants à sa candidature à l'Académie pour la boycotter.
- La Dame Blanche des Habsbourg, Robert Laffont, 1963
- Tais-toi, Gallimard, 1965
- Les Extravagants, scènes de la vie de bohème cosmopolite, écrit en 1910-1911, édition posthume en 1986 chez Gallimard
- Romans, Gallimard, Bibliothèque de la Pléiade (éd. Michel Collomb)

### Essais et portraits d'écrivains et de personnages historiques
- De la vitesse, Éditions Kra, 1929
- 1900, Les Éditions de France, 1931 ; Flammarion, 1942
- Papiers d'identité, Grasset, 1931
- Le Réveille-matin, Grasset, 1937
- Apprendre à se reposer, Flammarion, 1937 ; aujourd'hui Éloge du repos
- L'heure qu'il est, Grasset, 1938
- Isabeau de Bavière, Les Éditions de France, 1939
- Vie de Guy de Maupassant, Flammarion, 1942
- Excursions immobiles, Flammarion, 1944
- Adieu à Giraudoux, Porrentruy, Aux Portes de France, 1944
- Première visite à Marcel Proust, Genève, éditions du Cheval Ailé, 1948
- Dostoïevsky, annonciateur de l'Europe russe, essai, Genève, éditions Pierre Cailler, 1948
- Giraudoux. Souvenirs de notre jeunesse, Genève, La Palatine, 1948
- Le Visiteur du soir. Marcel Proust, 1949
- Katherine de Heilbronn de Kleist, 1956
- Le Lion écarlate précédé de La Fin de Byzance et d'Isabeau de Bavière, Gallimard, 1959
- Fouquet ou Le Soleil offusqué, biographie, Gallimard, 1961 ; coll. « Folio/Histoire », 1985
- Le général Souvarov, Revue de Paris, octobre 1962
- Monplaisir… en littérature, Gallimard, 1967
- Ci-gît Sophie Dorothée de Celle, Flammarion,1968
- Monplaisir… en histoire, Gallimard, 1969
- Discours de réception à l'Académie française, Gallimard, 1969
- Un lésineur bienfaisant. Cent cinquante et unième compliment panégyrique en l'honneur de M. de Montyon, Gallimard, 1972
- L'Allure de Chanel, Hermann, 1976

### Récits de voyage et portraits de villes
- Rien que la Terre, Grasset, 1926 ; Plon, 1929, puis Bruxelles, édition du Nord, 1929, illustrations de Pierre Falké
- Siam, Aux Aldes, 1926, illustrations de Galanis
- La Semaine de Bath, Champion, 1925
- Le Voyage, Hachette, 1927
- Tableaux de Paris, textes de Paul Valéry, Émile-Paul, 1927, illustrations de Pierre Bonnard
- Syracuse USA, Grasset, 1928
- Paris-Tombouctou, documentaire, Flammarion, La Rose des Vents, 1928, dédié à André Derain
- Hiver Caraïbe, documentaire, Flammarion, La Rose des Vents, 1929
- New York, Flammarion, 1930 et 1931, illustrations de Lubbers
- New York, le Jour et la Nuit, Flammarion, 1930
- Route de Paris à la Méditerranée, Firmin-Didot, 1931
- Air Indien, Grasset, 1932
- A.O.F. de Paris à Tombouctou, Flammarion, 1932
- Paris de nuit, avec 60 photographies de Brassaï, Paris, Arts et Métiers Graphiques, 1933
- Londres, Plon, 1933
- Bucarest, Plon, 1934
- Croisière du yacht Alphée, Y. Cotnareanu, 1935
- Rond-point des Champs-Élysées, Grasset, 1935
- La Route des Indes, Plon, 1936
- Méditerranée, mer des surprises, Mame, 1938
- Florence que j'aime, éditions Sun, 1959
- Bains de mer, bains de rêve, Lausanne, Guilde du Livre, 1960
- Le Nouveau Londres, suivi de Londres 1933, édition revue et corrigée, photographies de Tony Armstrong-Jones, Plon, 1962
- Majorque, Barcelone, Noguer, 1963
- Le Portugal que j'aime, légendes, préfacé par Michel Déon, présenté par Jacques Chardonne, éditions Sun, 1963
- Préface à La Suisse que j'aime de François Nourissier, Sun, 1968
- Venises, Gallimard, 1971

### Chroniques
- Chronique du XXe siècle
  - I. L'Europe galante, 14 nouvelles (Europe), Vertès, 1927 (avec des lithographies en noir) ; Grasset, 1925 ; Ferenczi, 1928
  - II. Bouddha vivant (Asie), Grasset et Calmann-Lévy, 1927 ; Aux Aldes, 1928 (avec des eaux-fortes d'Alexieiff) ; Ferenczi, 1928
  - III. Magie noire (Afrique), 8 nouvelles, Grasset, 1928 ; Flammarion et Ferenczi, 1930
  - IV. Champions du Monde (Amérique), Grasset, 1930
- Papiers d'identité, Grasset, 1931
- Mes débuts, Grasset, 1933
- Rond-Point des Champs-Élysées, 1935
- Réflexes et Réflexions, Grasset, 1939
- Chroniques de l'homme maigre, Grasset, 1940
- Propos des 52 semaines, Milieu du Monde, 1942
- L'Eau sous les ponts, Grasset, 1954

#### Éditions récentes
- Morand - Mon plaisir en géographie, choix de chroniques présentées par Olivier Aubertin, Éditions NIC :
  - D'autres Venise, 2010 ; Rhin et Danube, 2011 ; Bains de soleil, 2011 ; So British !, 2012
- Carnets d'un voyage aux Antilles, nov.-déc. 1927, Passage(s), 2016
- J'ai eu au moins cent chats, Grasset (Les Cahiers Rouges), 2020

### Théâtre
- Le Procès de Fouquet précédé de Orléans et Bourgogne, et suivi de Eugénie et Charlotte, Passage(s), 2018

### Correspondance
« Morand est tout entier dans ses lettres […] cet incomparable épistolier offrait de fulgurantes visions sur la politique, les mœurs, l'histoire ou les élans du cœur […] ce qui éclate le plus, c'est la générosité. »

— Prière d'insérer de « Lettres à des amis et à quelques autres »
La longue correspondance inédite de Paul Morand avec Jacques Chardonne (mort en 1968) contient assez de critiques venimeuses sur leurs contemporains, dont Charles de Gaulle, André Malraux, François Mauriac, Josette Day, pour qu'ils en interdisent la publication — « Tout cela dans trente ans ne blessera plus », croit Chardonne — et que Morand la dépose en 1967 à la bibliothèque de Lausanne, où elle est consultable depuis 2000.
Gallimard la publie en trois tomes dans sa collection Blanche à partir de 2013. Le premier tome couvre leurs échanges de 1949 à 1960. Le deuxième (2015) de 1961 à 1963. Le troisième tome a paru en 2021. Gallimard a publié également Correspondance avec Roger Nimier (1950-1962), édition de Marc Dambre en 2015.
François Dufay commente ainsi la nouvelle parution de la correspondance Morand-Chardonne : 

« Les deux crocodiles n'ont rien renié de leur vichysme d'antan. Morand y peste contre "l'enjuivement" de l'Académie Goncourt, traite tel écrivain de "merde juive". Sa phobie antisémite n'a d'égale que sa détestation des homosexuels, tombant au niveau de graffiti de vespasienne […]. L'aigreur colérique s'accentue au fil des années 60, mêlée à la nostalgie. »

En 2021, les éditions Albin Michel publient les lettres adressées par Paul Morand à son vieil ami Pierre Benoît, correspondance qui tourne autour de la « fièvre verte » et de son élection manquée à l’Académie française en 1958.

### Journaux et souvenirs
- Journal d'un attaché d'ambassade, 1916-1917 (La Table Ronde, 1948 ; Gallimard, 1963 ; La Table Ronde, 1974)
- Giraudoux, souvenirs de notre jeunesse (La Palatine, 1948)
- Le Visiteur du soir, Marcel Proust (La Palatine, 1949)
- Journal inutile, mémoires en 2 volumes (Gallimard, 2002)
- Préface de Ce que je voulais vous dire aujourd'hui, choix de lettres de Chardonne avec deux lettres de Morand (Grasset, 1970, mais prépublication dans La Revue de Paris en 1968)
- Journal de Guerre Londres-Paris-Vichy, 1939-1943 (Gallimard, 2020)[32]

### Varia
Morand écrit les paroles de trois chansons mises en musique par Maurice Ravel en 1932 pour Don Quichotte à Dulcinée :
- Chanson romantique
- Chanson épique
- Chanson à boire

### Iconographie
- Jacques-Émile Blanche, portrait de l'écrivain (musée des beaux-arts de Rouen)
- Marie Laurencin, Portrait de Paul Morand, pastel de 1927
- Jean Cocteau, Portrait de Paul Morand, dessin de 1928
- Raymonde Heudebert, Portrait de Paul Morand en costume chinois (musée des beaux-arts de Rouen)
- Valentine Hugo, Paul Morand, dessin de son portrait
- Romaine Brooks, Portrait de Paul Morand, huile sur toile, 1925 (musée de Poitiers)
- Arno Breker, buste de l'écrivain

### Adaptations filmiques
- 1927 : La Glace à trois faces, film français de Jean Epstein D'après sa nouvelle éponyme publiée en 1925 dans le recueil de nouvelles L'Europe galante.
- 1937 : La Mort du cygne réalisé par Jean Benoit-Lévy et Marie Epstein
- 1947 : La Danse inachevée, remake américain de La Mort du cygne
- 1976 : Milady, téléfilm français de François Leterrier
- 1977 : L'Homme pressé, film français d'Édouard Molinaro
- 1982 : Hécate, maîtresse de la nuit, film de Daniel Schmid, d'après Hécate et ses chiens

#### Articles
- Dossier Paul Morand (Le Magazine littéraire, no 129 octobre 1977 — p. 8 à 24)
- Anne Struve-Debeaux, « L’Espace de Paul Morand », Etudes de langue et littérature françaises no 60, éd. Hakusuisha, Tokyo, 1992, p. 124-132
- Benoît Pivert, « Un vieil homme attaché à la quille d'un navire en perdition - Paul Morand et son Journal inutile », Revue d'Art et Littérature, Musique, 29 novembre 2015
- Samuel Douhaire, « Sous Vichy, les jours sombres de Paul Morand, écrivain en zone grise », Télérama, 11 novembre 2020

#### Biographies
- Ginette Guitard-Auviste, Paul Morand, préface de Pierre de Boisdeffre, avec cinq textes inédits, Éditions universitaires, 1956, puis nouvelle édition, Balland, 1994
- Pauline Dreyfus, Paul Morand, éd. Gallimard, coll. « NRF Biographies », 2020, Prix de la biographie de l'Académie française 2021

#### Essais
- Jacques Chardonne, Paul Morand, Les Cahiers de l'Ouest, mars 1956
- Denise Bourdet, Paul Morand, cet inconnu, dans Pris sur le vif, Paris, Plon, 1957
- Bernard Delvaille, Paul Morand - le poète, avec cinq textes inédits, Éditions Seghers, coll. Poètes d'aujourd'hui, no 136, 1966, rééd. 1976, rééd. 1984
- W. Chevalier, Essai critique sur Paul Morand, Académie canadienne-française, 1971
- Marcel Schneider, Morand, notes et documents de G. Guitard Auviste, Éditions Gallimard, 1971
- Pascal Louvrier et Éric Canal-Forgues, Paul Morand, le sourire du hara-kiri, Éditions Perrin, Paris, 1994  (ISBN 2-262-00943-0) ; nouvelle édition Paris, Éditions du Rocher, 2006
- Michel Collomb, Paul Morand, petits certificats de vie, Hermann, Paris, 2006  (ISBN 978-2-7056-6615-6)
- François Dufay, Le Soufre et le Moisi. La droite littéraire après 1945. Chardonne, Morand et les hussards, Paris, Éditions Perrin, 2006  (ISBN 2-262-01907-X)
- Basile Tardivel, La Plume et le Rasoir : style et culture équestres dans Milady de Paul Morand, Gaël, Cheval Culture, 2010

#### Roman
- Pauline Dreyfus, Immortel, enfin, Grasset, 2012

#### Émissions
- Deux vidéos « Archives du XXe siècle », Paul Morand (août 1970, postface en 1974), par Pierre-André Boutang [accessibles sur abonnement Madelen/INA]